# Debleu

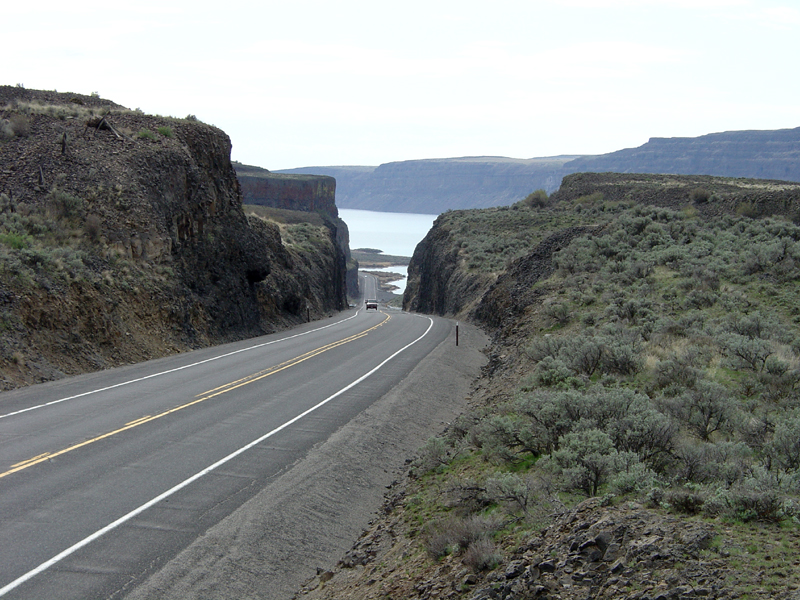
Debleu pentru o şosea

Debleul este o săpătură executată sub nivelul terenului  natural pentru construirea unui canal deschis sau a platformei unei  căi de comunicație (drum, cale ferată). Pereții săpăturii sunt astfel înclinați încât să asigure stabilitatea masei de pământ, în funcție de caracteristicile acestuia. Debleele necesită construirea de șanțuri pentru evacuarea apelor provenite din precipitații sau din alte surse
Debleierea este un ansamblu de operații de degajare a unui teren, efectuate pentru realizarea unui debleu. .

## Legături externe
- „Debleu” la DEX online

## Vezi și
- Rambleu